# انقلاب 1980 في تركيا
الانقلاب العسكري التركي عام 1980 (بالتركية: 12 Eylül Darbesi)‏، الذي قاده رئيس الأركان العامة الجنرال كنعان ايفرين مع مجموعة من الضباط في يوم 12 سبتمبر 1980. وهو الانقلاب الثالث في تاريخ جمهورية تركيا ، وقد سبقه انقلاب 1960 وانقلاب المذكرة عام 1971.
وأسقطت فيه حكومة سليمان دميرل السادسة، وعينت بدلا عنها حكومة برئاسة بولنت اولوسو وعزل رئيس الجمهورية فخري كوروترك وتولى مجلس الأمن التركي سلطاته.
خلال حقبة الحرب الباردة ، شهدت تركيا عنفًا سياسيًا (1976-1980) بين أقصى اليسار واليمين المتطرف (الذئاب الرمادية) والجماعات الإسلامية المسلحة والدولة. وشهدت أعمال العنف تراجعا حادا لفترة ما بعد الانقلاب الذي رحب به البعض لاستعادة النظام من خلال إعدام 50 شخصا بسرعة واعتقال 500 ألف مات منهم المئات في السجن.
على مدى السنوات الثلاث التالية، حكمت القوات المسلحة التركية البلاد من خلال مجلس الأمن التركي، قبل استعادة الديمقراطية في الانتخابات العامة التركية عام 1983. وشهدت هذه الفترة اشتداد القومية التركية للدولة، بما في ذلك حظر اللغة الكردية.

## خلفية

### الوضع الاقتصادي
عرفت تركيا خلال السبعينات، ازمة اقتصادية حادة، تعود جذورها إلى الخمسينات، تحولت إلى معضلة حقيقية امام الحكومات التركية طيلة السبعينات، فقد شهدت تركيا في ستينات القرن العشرين معدلات نمو في عدد السكان بنسبة 2.3% سنوياً، انعكس بدوره على الوضع الاجتماعي، فنصف مليون شاب تركي يضافون إلى سوق العمل سنوياً، مما زاد بمستوى نسبة البطالة 1-5% ، الذي ادى بدوره إلى زيادة الهجرة من الريف إلى المدينة لا سيما مدن إسطنبول وانقرة، اللتان شهدتا ارتفاعاً كبيراً في عدد السكان 6-7 % سنوياً، وكانت لهذه الهجرة القروية انعكاساتها الخطيرة على الوضع الاقتصادي، خصوصا بعد ارتفاع نسبة استعمال الآلات والمكننة الحديثة في الفلاحة، فانتشرت الاحياء السكنية الفقيرة حول المدن والتي شهدت الكثير من حوادث العنف في السبعينات. ومن أسباب تضرر الاقتصاد ارتفاع التضخم ليصل سنة 1976 رقم 20% ثم 40% عام 1977 ثم 60% عام 1978 . ووصلت نسبة التضخم في فبراير 1980 إلى 137% في حين أخذ مستوى المعيشة يقل تدريجياً. وارتفعت نسبة البطالة خلال السبعينات إذ بلغ عدد العاطلين حتى عام 1977 أكثر من مليوني عاطل ليرتفع إلى 3 ملايين عاطل في العامين التاليين، ووصل عدد العاطلين عشية الانقلاب 3.634.000 عاطل بالتحديد. واثقلت الديون الخارجية كاهل الاقتصاد التركي فقد وصلت عام 1970 إلى 2,2 بليون دولار أمريكي وارتفع إلى 12.5 بليون دولار أمريكي في نهاية 1977، وفي عام 1979 وصل إلى أكثر من 15 بليون دولار أمريكي. ومن الاسباب الخارجية ازمة النفط سنة 1973، والتي اضرت بالاقتصاد التركي، فضلا عن ايقاف استقبال العمال الاتراك في دول أوروبا الغربية.

### الوضع السياسي
تميزت السبعينيات في تركيا بالاضطراب السياسي والعنف. منذ 1968-1969 ، جعل نظام التمثيل النسبي من الصعب على أي حزب أن يحقق أغلبية برلمانية. عارضت مصالح البرجوازية الصناعية ، التي كانت تمتلك أكبر الحيازات في البلاد ، طبقات اجتماعية أخرى مثل الصناعيين الصغار والتجار ووجهاء الريف وملاك الأراضي ، الذين لم تتوافق مصالحهم دائمًا فيما بينهم. تم حظر العديد من الإصلاحات الزراعية والصناعية التي سعت إليها أجزاء من الطبقات العليا الوسطى من قبل الآخرين. بحلول نهاية سبعينيات القرن الماضي ، كانت تركيا في وضع غير مستقر مع مشاكل اقتصادية واجتماعية لم يتم حلها ، وواجهت إضرابات وشللًا جزئيًا في السياسة البرلمانية. لم تتمكن الجمعية الوطنية الكبرى لتركيا من انتخاب رئيس خلال الأشهر الستة التي سبقت الانقلاب.
في عام 1975، خلف زعيم حزب العدالة المحافظ (بالتركية: Adalet Partisi) سليمان دميرل كرئيس للوزراء من قبل زعيم حزب الشعب الجمهوري الاشتراكي الديمقراطي (بالتركية: Cumhuriyet Halk Partisi)، بولنت أجاويد.
شكل دميرل ائتلافًا مع الجبهة القومية (بالتركية: Milliyetçi Cephe)، وحزب السلامة الوطني (بالتركية: Millî Selamet Partisi، وهو حزب إسلامي بقيادة نجم الدين أربكان) ، وحزب الحركة القومية اليميني المتطرف (بالتركية: Milliyetçi Hareket Partisi) بقيادة ألب أرسلان توركش.
استغل حزب الحركة القومية الفرصة لاختراق أجهزة أمن الدولة ، مما أدى بشكل خطير إلى تفاقم الحرب المنخفضة الحدة بين الفصائل المتناحرة. بدا السياسيون غير قادرين على وقف العنف المتزايد في البلاد.
انتخابات 1977 لم يكن لها فائز. في البداية ، واصل دميرل التحالف مع الجبهة الوطنية. لكن في عام 1978، تولى أجاويد السلطة مرة أخرى بمساعدة بعض النواب الذين انتقلوا من حزب إلى آخر، حتى عام 1979، عندما أصبح ديميريل رئيسًا للوزراء مرة أخرى.
اندلع عنف سياسي غير مسبوق في تركيا في أواخر السبعينيات. يقدر العدد الإجمالي للقتلى في السبعينيات بـ 5000 شخص ، مع ما يقرب من 10 اغتيالات في اليوم. كان معظمهم أعضاء في منظمات سياسية يسارية ويمينية ، ثم انخرطوا في قتال مرير. زعمت منظمة "الذئاب الرمادية" القومية المتطرفة ، وهي منظمة شبابية تابعة لحزب الحركة القومية ، أنها تدعم قوات الأمن. وفقًا لمجلة Searchlight المناهضة للفاشية ، كان هناك 3319 هجومًا فاشيًا في عام 1978 ، قُتل فيها 831 شخصًا وجُرح 3121.

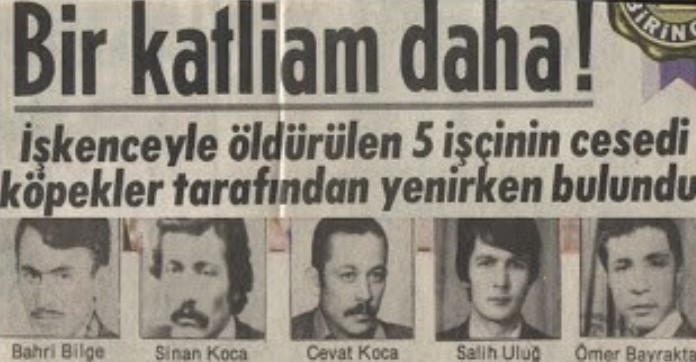
العنوان الرئيسي لصحيفة "حريت" بتاريخ 18 مارس 1978 حول مجزرة الإرهابيين الشيوعيين بحق العمال: «مجزرة أخرى! تم العثور على جثث 5 عمال تعرضوا للتعذيب حتى الموت من قبل الكلاب.»

في المحاكمة المركزية ضد منظمة اليسار المتطرف Devrimci Yol (المسار الثوري) في محكمة أنقرة العسكرية، سجل المتهمون 5388 عملية قتل سياسي قبل الانقلاب العسكري. ومن بين الضحايا 1296 يمينيا و 2109 يسارا. عمليات القتل الأخرى لا يمكن ربطها بالتأكيد، ولكن على الأرجح كانت مستوحاة من الناحية السياسية. برزت مجزرة ميدان تقسيم عام 1977 ، مجزرة باهجيلي إيفلر عام 1978 ، مذبحة مرعش عام 1978. في أعقاب مجزرة مرعش ، تم الإعلان عن الأحكام العرفية في 14 من أصل 67 محافظة (في ذلك الوقت) في كانون الأول / ديسمبر 1978. وبحلول وقت الانقلاب ، تم تمديدها لتشمل 20 مقاطعة.
تم تحذير أجاويد من الانقلاب القادم في يونيو 1979 من قبل نوري غوندش من منظمة المخابرات الوطنية التركية: ميلي إستيبارات تيشكيلاتي (MİT)). أخبر أجاويد وزير داخليته ، عرفان أوزايدينلي ، الذي نقل الخبر بعد ذلك إلى سيدات سيلاسون - أحد الجنرالات الخمسة الذين سيقودون الانقلاب. (تم تخفيض رتبة نائب وكيل الوزارة ، نهاد يلدز ، إلى قنصلية لندن وحل محله ملازم أول نتيجة لذلك).
ومن الأسباب التي تفسح المجال للانقلاب تدهور الوضع الأمني حيث انتشرت ظاهرة العنف السياسي، وبلغت أرقام هذه الأحداث في السنتين الأخيرتين قبل انقلاب عام 1980 ذروتها، إلى أكثر من 4040 قتيل بين 1978 - 1980. ويرجع سبب ذلك إلى تعدد القوى والحركات السياسية المتخاصمة والمتناقضة في ما بينها، التي كانت ترغب كل منها السيطرة على الدولة والمجتمع وتسييرها وفق مبادئها واهدافها، ومما زاد في تفاقم العنف تعدد القوميات والأقليات والأديان. وكان للنقابات العمالية دور في نشر الدعايات السياسية والاقتصادية في المصانع واقامة المظاهرات والمسيرات الاحتجاجية التي كانت تحمل طابع التحدي والعصيان مما اوقف المصانع عن العمل، فأدى ذلك إلى انخفاض الإنتاج وشحة البضائع في الاسواق وارتفاع الاسعار. وظهرت الحركات الطلابية التي تنوعت جمعياتهم وازدادت نشاطاتهم السياسية، فتحولت الجامعات إلى مسرح للجدل والتصادم بالسلاح بين الطلبة.
وظهرت الجمعيات السرية والارهابية ذات التوجه اليميني واليساري، بلغ عددها مطلع السبعينات نحو اربعين جمعية، مدعومة فكريا وماديا من الخارج، وقامت بنشر الرعب والخطف والقتل وسلب البنوك وقطع الطرق، والهجوم على مؤسسات الدولة، ومقرات الاحزاب والجمعيات والصحف، والمقاهي والفنادق والمطاعم السياحية. ومن الصراعات المذهبية التي حدثت، أحداث 1978 عندما تقاتل السنة الذين يشكلون 80% من الأتراك وبين الشيعة في قهرمان مرعش في جنوب شرق تركيا، وكان لحزب الحركة القومية دور كبير في تصعيد أحداث العنف السياسي في هذه المدينة، فكانت حصيلة العنف مقتل 111 شخصاً وجرح أكثر من ألف شخص، مما دعا الحكومة إلى إعلان الأحكام العرفية في ثلاث عشرة ولاية وإقالة وزير الداخلية عرفان اوزاي دنبلي من منصبه. فازداد عدد القتلى سنة 1979 في جل البلاد ليصل معدله 20 قتيلاً في اليوم. فكان الضباط الاتراك يرون أن الوقت قد حان للتدخل، فقرروا تقديم رسالة إلى الأحزاب جميعها عن طريق رئيس الجمهورية. وازدادت ظاهرة الاغتيالات السياسية لتشمل مسؤولين سياسيين كبار، فقد اغتيل رئيس الوزراء السابق نهاد ايريم، على ايدي منظمة ديف سول اليسارية المتطرفة، انتقاماً منه لإقدامه على حل التنظيمات النقابية والطلابية، واعلان الاحكام العرفية لمواجهة التمرد الكردي شرقي البلاد.

## أحداث الانقلاب
في 11 سبتمبر 1979، أمر الجنرال كينان إيفرين بتقرير مكتوب بخط اليد من الجنرال الكامل حيدر سولتيك حول ما إذا كان الانقلاب في محله أم أن الحكومة كانت بحاجة فقط إلى تحذير صارم. التقرير، الذي أوصى بالتحضير لانقلاب ، تم تسليمه في ستة أشهر. احتفظ إيفرين بالتقرير في مكتبه بأمان. يقول إيفرين إن الشخص الآخر الوحيد بجانب سالك الذي كان على علم بالتفاصيل هو نور الدين إرسين. لقد قيل إن هذه كانت مؤامرة من جانب إيفرين لتشمل الطيف السياسي حيث كان سالتيك قريبًا من اليسار ، بينما اعتنى إرسين باليمين. وبالتالي ، سيتم منع رد الفعل العنيف من المنظمات السياسية بعد الانقلاب.
في 21 ديسمبر، اجتمع جنرالات أكاديمية الحرب لتقرير مسار العمل. كانت ذريعة الانقلاب هي وضع حد للصراعات الاجتماعية في السبعينيات ، فضلاً عن عدم الاستقرار البرلماني. وقرروا إصدار مذكرة لقادة الحزب (سليمان دميرل وبولنت أجاويد) عن طريق الرئيس فخري كوروترك، والتي تم إنجازها في 27 ديسمبر. تسلم القادة الرسالة بعد أسبوع.
وأوصى تقرير ثان ، تم تقديمه في مارس 1980، بالقيام بالانقلاب دون مزيد من التأخير ، وإلا فقد يغري الضباط من ذوي الرتب الأدنى المتخوفين "لأخذ الأمر بأيديهم". أجرى إيفرين تعديلات طفيفة فقط على خطة سولتيك ، بعنوان "علم العملية" (بالتركية: Bayrak Harekâtı).
كان من المقرر أن يحدث الانقلاب في 11 يوليو 1980، ولكن تم تأجيله بعد رفض اقتراح لوضع حكومة ديميريل للتصويت على الثقة في 2 يوليو. في اجتماع المجلس العسكري الأعلى (بالتركية: Yüksek Askeri Şura) في 26 أغسطس، تم اقتراح موعد ثان: 12 سبتمبر.
في 7 سبتمبر 1980، قرر إيفرين وقادة الخدمة الأربعة الإطاحة بالحكومة المدنية. في 12 سبتمبر، أعلن مجلس الأمن التركي (بالتركية: Millî Güvenlik Konseyi)، برئاسة إيفرين، انقلابًا على القناة الوطنية. ثم مدد مجلس الأمن التركي الأحكام العرفية في جميع أنحاء البلاد، وألغى البرلمان والحكومة، وعلق الدستور وحظر جميع الأحزاب السياسية والنقابات العمالية. لقد استندوا إلى التقاليد الكمالية لعلمانية الدولة ووحدة الأمة، والتي بررت بالفعل الانقلابات السابقة، وقدمت نفسها على أنها معارضة للشيوعية والفاشية والانفصالية والطائفية الدينية.
علمت الأمة بالانقلاب في الساعة 4:30 صباحًا في خطاب الإذاعة الحكومية ، معلنة أن البرلمان قد تم حله وأن البلاد كانت تحت سيطرة القوات المسلحة التركية. وبحسب إذاعة القوات المسلحة ، فإن الانقلاب كان ضروريًا لإنقاذ الجمهورية التركية من التشرذم السياسي والعنف والانهيار الاقتصادي الناجم عن سوء الإدارة السياسية. عين كنعان إيفرين رئيسا لمجلس الأمن التركي.

### نتائج الانقلاب
توقف العنف بين الخصوم السياسيين فجأة بعد الانقلاب،  الأمر الذي تم تفسيره على أن الجيش وراء الفتنة السياسية والاجتماعية أواخر السبعينات، جعل الناس ترحب بالانقلاب بعد توقف العنف، وتم تعيين كنعان أوفرين، الذي كان في تلك الفترة رئيسا لهيئة أركان القوات المسلحة التركية، رئيسا للجمهورية ولم يغادر مهامه على رأس الدولة التركية إلا سنة 1989. وبلغت حصيلة حكم الجنرال كنعان إفرن: اعتقال 650.000 شخص، ومحاكمة 230.000 شخص، و517 حكما بالإعدام، و299 حالة وفاة بسبب التعذيب. كما انتحر 43 شخصًا وقُتلَ 16أثناء هروبهم، واعتبار الآلاف في عداد المفقودين، ناهيك عن إقالة 3654 مدرسا و 47 قاضيًا و120 أستاذًا جامعيا، ورصدت الأجهزة الأمنية التابعة للانقلاب مليون ونصف مواطنٍ تركي وقيدتهم في سجلات الأمن كمطلوبين أمنيًا وخطر على الأمن القومي التركي، وفر 30 ألف شخص من المعارضين والمفكرين وطلبوا حق اللجوء السياسي خارج تركيا.

دافع كنان إيفرين ، الذي يجادل بأن تنفيذ عقوبة الإعدام هو "أحد أكثر الإجراءات فعالية لمنع الإرهابيين من ارتكاب أعمال إرهابية"، عن أحكام الإعدام في العديد من خطاباته. على سبيل المثال، خلال الفترة المدنية بعد النظام العسكري، في خطابه الذي ألقاه أمام أهالي موش في 3 أكتوبر 1984، استشهد بحادثة وقعت في الليلة السابقة كمثال: 
| انقلاب 1980 في تركيا | الليلة الماضية ، حدث مثل هذا الحدث حول شمدينلي. أطلق بعض الفوضويين المطلوبين النار على سيارة عسكرية عائدة من الخدمة ليلا ، واستشهدوا أحد ضباطنا وأحد جنودنا. سأقوم الآن بعرض هذا على المحكمة بعد أن أمسك به ، وبعد ذلك لن أنفذه! سأعتني به مدى الحياة! لسنوات ، سأطعم ذلك الخائن الذي يسحب السلاح لهؤلاء الجنود الذين يراقبون دمائهم من أجل هذا البلد! هل توافق على ذلك؟! | انقلاب 1980 في تركيا |

### الحصانة
لم يتعرض قادة الانقلاب في تركيا إلى المحاسبة على ما اقترفوه، حيث كانوا بمنأى عن المتابعة القضائية، بفضل البند 15 الذي أقحم في دستور 1982 والذي أعطاهم حصانة متينة. فعاش الانقلابيون حياة آمنة مطمئنة طيلة ثلاثين سنة.
وفي عام 2010 في الذكرى الثلاثين لانقلاب 1980، صوت الأتراك في استفتاء على إصلاحات الدستور الذي كتب خلال الحُكم العسكري للبلاد. وأهم تلك الاصلاحات إلغاء المادة رقم 15 المؤقتة في الدستور، والتي كانت تمنع مُلاحقة قادة الانقلاب أمام المحاكم. وعلى الصعيد الاجتماعي تمنح الإصلاحات الموظّفين والعمال المزيد من الحريات النقابية وحقّ التنظم والإضراب، كما تمنح المراة والطفل والمُـعوَّقين، حقوقا واسعة. وفي يوم الاثنين 13 سبتمبر 2010 احتفل حزب العدالة والتنمية بفوزه في الاستفتاء.

### المحاكمة
طالب عدد من المواطنين المتضررين بسبب انقلاب 1980 بمحاكمة زعماء انقلاب، إلا أن المتابعة القضائية تسقط بالتقادم في تركيا بعد 30 سنة. رغم تنظيم الاستفتاء على التعديل الدستوري سنة 2010، لم يعد قادة الانقلاب من الناحية التقنية عرضة للمساءلة القضائية فيما يتعلق بجريمة قلب الحكومة. وكانت رغبة أغلب الحقوقيين والمتضررين أن يُعترف بأن الانقلاب العسكري كان جريمة أهم بالنسبة لهم من ادخال جنرال مسن إلى السجن. وفي سنة 2010 هدد كنعان إفرين بالانتحار إذا ما سيق إلى المحكمة.
خلال ترؤس رجب طيب أردوغان للجمهورية التركية، بدأت في 4 أبريل 2012 أول محاكمة في تاريخ تركيا تستهدف منفذي انقلاب عسكري، ولم يعد على قيد الحياة من قادة انقلاب 1980 إلا القائد السابق لسلاح الجو تحسين شاهين وكنعان أفرين قائد المجموعة العسكرية والرئيس السابق للجمهورية، ولم يعد على قيد الحياة من قادة انقلاب 1980، فيما توفي الجنرال نجاة تومر قائد القوات البحرية التركية الأسبق في 30 مايو 2011، قبل ساعات من مثوله أمام المدعى العام للتحقيق. وأعفي الجنرالان السابقان بسبب وضعهما الصحي من المشاركة في العديد من جلسات المحاكمة، فتحدثا أمام محكمة الجنايات في أنقرة عبر الدائرة التلفزيونية المغلقة. وفي 25 أكتوبر 2013 طالب المدعي العام التركي بالسجن المؤبد لقائد الانقلاب في تركيا الجنرال كنعان إيفرن. وفي 18 يونيو 2014 صدر الحكم بالسجن المؤبد على كل من الرئيس التركي الأسبق كنعان إيفرين وقائد القوات الجوية الأسبق تحسين شاهين كايا، لدورهما في الانقلاب العسكري لعام 1980، واتهم إيفرين (96 عاما) وكايا (89 عاماً) بتمهيد الطريق أمام تدخل عسكري في تركيا.